# ژو یان (بازیکن سافت‌بال)
ژو یان (انگلیسی: Zhou Yan؛ زادهٔ ۲۸ مهٔ ۱۹۷۹) بازیکن سافت‌بال زن اهل چین بود. در بازی‌های المپیک تابستانی ۲۰۰۰ شرکت کرده‌است.